# Ricardo Arredondo
Ricardo Arredondo Calmache (Cella, 23 de octubre de 1850-Toledo, 5 de diciembre de  1911) fue un pintor español, especializado en temas costumbristas y de paisaje siguiendo las directrices de la Escuela de Barbizon y de Carlos de Haes. Desarrolló la mayor parte de su obra en Toledo y fue un minucioso investigador del arte decorativo.

## Biografía
Nacido en la localidad turolense de Cella bajo el gobierno de Narváez, Arredondo era hijo de una turolense con hacienda en Cella y de un militar jubilado de la guerra carlista con rango de comandante, cuyo hermano, Francisco Arredondo y Villanueva, era cura en Cella y luego canónigo en Toledo. Bajo la protección del próspero eclesiástico —que llegaría a ser capellán mayor de los reyes—, los Arredondo (el matrimonio y sus cuatro hijos varones) se instalaron en la capital toledana, cuando Ricardo tenía doce años de edad. Negándose a entrar como cadete en la escuela militar, se educó con Matías Moreno hasta matricularse en la Escuela Especial de Pintura, Escultura y Grabado de Madrid, donde fue alumno de Carlos de Haes. 
Viajó a París, y se relacionó con el círculo de Ernest Meissonier. De regreso a España participó en las Exposiciones Nacionales de Bellas Artes, obteniendo terceras medallas en 1884 y 1895, y condecoración en las ediciones de 1899 y 1901, y asimismo en la Exposición Artística de Bilbao de 1894, consiguiendo tercera medalla. Trabajando para una editorial recorrió gran parte de España con vistas a un ambicioso proyecto de dibujo monumental que no llegó a publicarse.
Habiendo recibido en herencia una pequeña fortuna a la muerte de su tío el canónigo toledano, compró y arregló un palacio ruinoso, adosado a las murallas de Wamba, junto a la Puerta del Cambrón. Cuenta Gregorio Marañón que era un hombre generoso que «rara vez vendía y gozaba regalando a sus amigos»; entre ellos estuvo Benito Pérez Galdós, al que Arredondo sirvió de «cicerone» y lazarillo en sus paseos por el Toledo que luego llevó el novelista canario a varias de sus obras, en especial a Ángel Guerra.
Compartió con su contemporáneo Vicente Cutanda la pasión por la capital toledana, de la que fue concejal del Ayuntamiento y miembro de la Comisión de Monumentos; estando en ese cargo se acometieron las labores de restauración de diversos monumentos, como la Puerta de Bisagra. También fue miembro correspondiente de la Real Academia de Bellas Artes[¿cuál?] de Toledo.
Falleció en Toledo en diciembre de 1911.

## Algunas obras

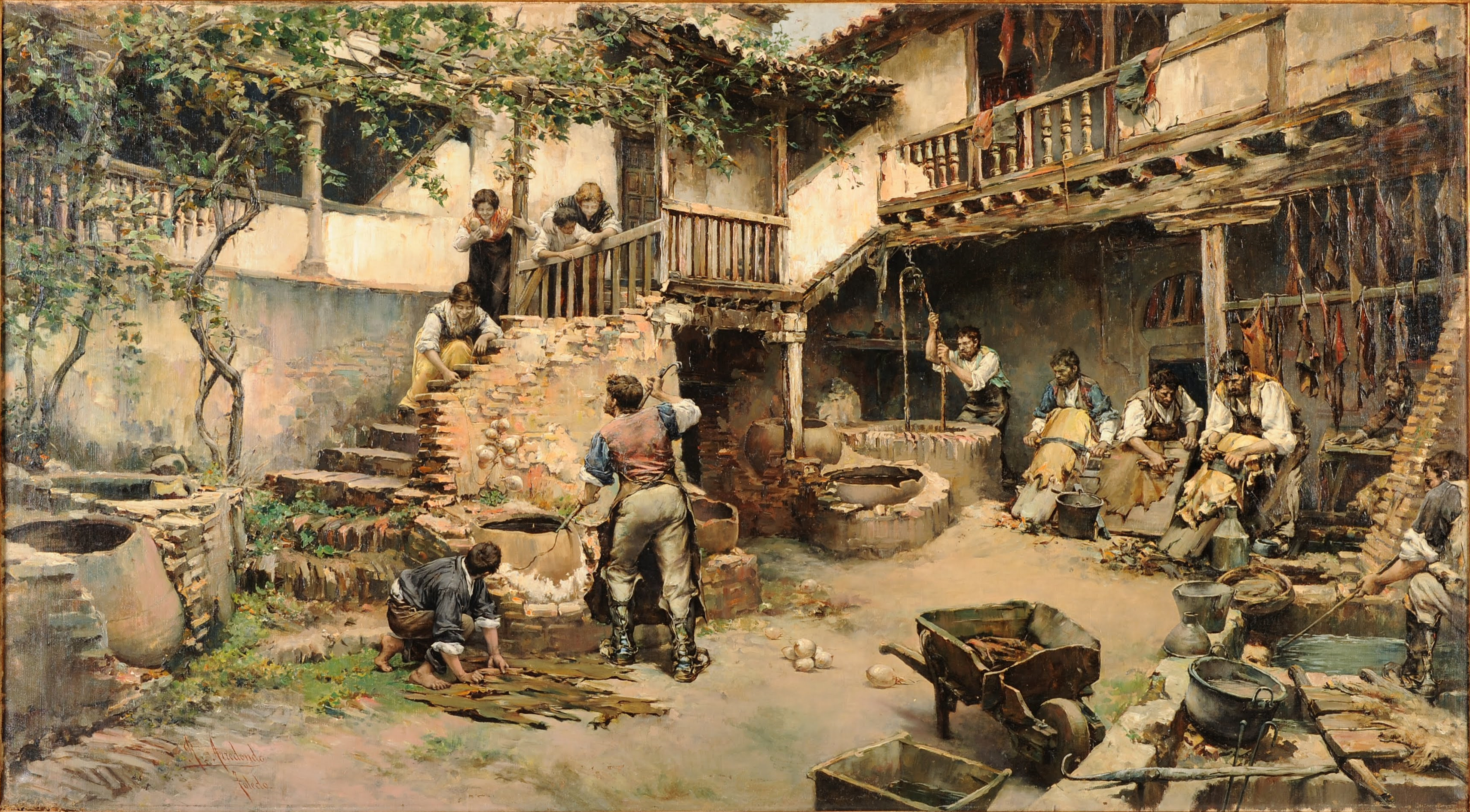
Taller de Curtidores o Las tenerías de Ubide (1897), óleo —200 x 123.5 cm— de Ricardo Arredondo en el Museo de Santa Cruz.

Su amplia obra paisajística de la ciudad de Toledo y del Tajo y sus riberas le granjearon en vida el sobrenombre de «Pintor de Toledo». En la ficha de Enrique Lafuente Ferrari puede leerse «Arredondo fue pintor de temple duro, viril y rebelde».
- Vista de Toledo , óleo sobre lienzo, 50 x 101 cm. Museo del Prado.
- Biombo de seda: cuatro niñas (cuatro hojas), óleo sobre lienzo, 179,5 x 60 cm. Museo del Prado.
- Paisaje de la ciudad de Toledo, óleo sobre lienzo, 81 x 52 cm. Universidad de Santiago de Compostela (La Coruña).
- Claustro de San Juan de los Reyes, óleo sobre lienzo, 66 x 42 cm. Museo de Arte Contemporáneo de Toledo.
- Una desgracia de montería, óleo sobre lienzo, 98 x 165 cm. (medalla en 1884). Museo de Zaragoza.
- Espada del famoso duque de Alba, aguada, lápiz y pluma sobre papel, 390 x 270 mm.
- Jardín toledano (medalla en 1895).